# La venganza de Frankenstein
La venganza de Frankenstein (título original en inglés: The Revenge of Frankenstein) es una película de terror británica de 1958, dirigida por Terence Fisher y producida por Hammer Productions. Fue la segunda película en color del estudio, y la segunda de las siete películas que hizo sobre Frankenstein.
La venganza de Frankenstein fue una secuela de La maldición de Frankenstein, la adaptación del estudio de 1957 de la novela Frankenstein o el moderno Prometeo de Mary Shelley de 1818, y la segunda entrega de su serie.

## Argumento
En 1860, el barón Victor Frankenstein, condenado a muerte, escapa a la guillotina al hacer que un sacerdote sea decapitado y enterrado en su lugar con la ayuda de un jorobado llamado Karl. Tres años más tarde, Víctor, que ahora se conoce con el alias de Doctor Stein, se ha convertido en un médico de éxito en Carlsbrück, que atiende a los ricos y al mismo tiempo asiste a los más necesitados en un hospital para pobres. Hans Kleve, un miembro menor del consejo médico, reconoce a Victor y lo chantajea para que le permita convertirse en su aprendiz. Junto con Karl, Victor y Hans continúan con el experimento del barón: trasplantar un cerebro vivo a un nuevo cuerpo, uno que no sea una criatura tosca e improvisada. El deforme Karl está más que dispuesto a ofrecer voluntariamente su cerebro para obtener así un cuerpo sano, especialmente después de conocer a Margaret.
El trasplante tiene éxito, pero cuando Hans, emocionado, le dice a Karl que será una sensación médica, Karl entra en pánico y convence a Margaret de que lo libere. Hans nota que el chimpancé en el que Víctor había trasplantado el cerebro de un orangután se comió a su pareja y se preocupa por Karl, pero Víctor ignora sus preocupaciones. Karl huye del hospital y se esconde en el laboratorio de Víctor, donde quema su cuerpo jorobado conservado. Es atacado por un conserje borracho, que lo toma por un ladrón, pero logra matar al hombre. Victor y Hans descubren que Karl ha desaparecido y comienzan a buscarlo.
A la mañana siguiente, Margaret encuentra a Karl en el establo de su tía. Mientras ella va a buscar a Hans, Karl experimenta dificultades con su brazo y pierna. Cuando llegan Hans y Margaret, se ha ido. Por la noche, Karl tiende una emboscada y estrangula a una chica local. La noche siguiente, se apresura a asistir a una recepción nocturna. Habiendo vuelto a desarrollar sus deformidades, le ruega a Víctor que le ayude, usando su nombre real de Frankenstein, antes de que se derrumbe y muera. Víctor, haciendo caso omiso de las súplicas de Hans de que debería abandonar el país, se presenta ante el consejo médico, donde niega ser el infame Frankenstein. Los consejeros insatisfechos abren la supuesta tumba de Víctor, solo para descubrir el cuerpo del sacerdote y concluyen que el verdadero Frankenstein todavía está vivo.
En el hospital, los pacientes atacan violentamente a Víctor por miedo, y Hans lleva a su mentor moribundo al laboratorio. La policía llega para arrestar a Víctor, pero cuando Hans les muestra el cadáver de Víctor, se van. Hans luego trasplanta el cerebro de Víctor a un nuevo cuerpo que Víctor había preparado antes, que hizo para parecerse a él. Algún tiempo después, en Londres, Hans ayuda a Victor, que ahora se hace llamar Doctor Franck, a dar la bienvenida a algunos pacientes.

## Reparto
- Peter Cushing como el doctor Victor Stein
- Francis Matthews como el doctor Hans Kleve
- Eunice Gayson como Margaret
- Oscar Quitak como el jorobado Karl, el "enano"
- Michael Gwynn como Karl en su nuevo cuerpo
- John Welsh como Bergman
- Lionel Jeffries como Fritz
- Richard Wordsworth como paciente
- Charles Lloyd-Pack como presidente del Consejo Médico
- George Woodbridge como conserje
- Michael Ripper como Kurt

## Producción
Según Jimmy Sangster, James Carreras vendió la película en Estados Unidos llevándose un cartel. Cuando Carreras regresó, se acercó a Sangster con el proyecto y le pidió que escribiera la secuela. Sangster respondió: "Maté [al barón] Frankenstein en la primera película". Sangster afirmó que Carreras le dijo que tenía seis semanas para escribir el proyecto antes de que comenzara el rodaje y que "pensarás en algo".
La película se rodó en Bray Studios y la producción comenzó el 6 de enero de 1958, tres días después de que terminara la filmación de Drácula (1958), que también protagonizó Cushing y fue dirigida por Fisher.
El director y compositor Leonard Salzedo fue contratado para escribir la partitura, y la mayoría del equipo regular de Hammer regresó en otros roles, incluyendo a Jack Asher como director de fotografía, Bernard Robinson en diseño y Phil Leakey en maquillaje.

## Novelización
Se publicaron tres novelizaciones de la película. La primera de Jimmy Sangster (con el seudónimo de Hurford Janes) fue publicada por Panther Books en 1958; la segunda fue de John Burke como parte de su libro de 1966 Pan: The Hammer Horror Film Omnibus. Una tercera novelización, de Shaun Hutson se publicó en marzo de 2013 (ISBN  9780099556237).

## Recepción crítica
Variety llamó a La venganza de Frankenstein "una película de terror de alto grado" con valores de producción "ricos" y un guion que estaba "bien tramado, poblado de personajes interesantes, con la ayuda de buenas actuaciones". Motion Picture Daily señaló, "una película de terror producida con habilidad creativa e imaginación. La contribución más notable que la Hammer ha hecho al género es su impresionante uso del color para producir efectos aterradores". Hammer Films "ha demolido de una vez por todas la teoría de que las películas de terror siempre deben ser en blanco y negro". Harrison's Reports la declaró "una imagen de primer nivel en su tipo". The Monthly Film Bulletin fue negativo, escribiendo: "Una trama artificial y una notable falta de ritmo e imaginación son responsables del fracaso de esta producción fastuosa y minuciosa para ser convincente incluso en el nivel de una película de terror. La actuación elegante y tímida de Peter Cushing solo sirve para subrayar los efectos farsantes de un manejo crudo y pedestre del poco legítimo horror que queda ".
La venganza de Frankenstein actualmente tiene una calificación de aprobación del 87% en el sitio web del agregador de reseñas de películas Rotten Tomatoes basado en quince reseñas.

## Secuelas
La maldición de Frankenstein tuvo numerosas secuelas protagonizadas también por Peter Cushing, de las cuales cuatro fueron dirigidas también por Terence Fisher.
- La maldad de Frankenstein (1964) de Freddie Francis.
- Frankenstein creó a la mujer (1967) de Terence Fisher.
- El cerebro de Frankenstein (1969) de Terence Fisher.
- Frankenstein y el monstruo del infierno (1974) de Terence Fisher.